# Морта
Морта (на литовски: Morta Mindaugienė) е княгиня на Великото литовско княжество, втората съпруга на княз Миндовг.
Езическото име на Морта не е известно. За нейния произход се знае единствено, че Миндовг убива много представители на рода Булайчяй, включително принц Висмантас, и взема за себе си неговата жена Морта. Възможно е тя да е родена в Шауляй. Всичко това е известно от коментарите към договора между Литва и Галицко-Волинското княжество от 1219 г.
За живота ѝ е писано в Ливонската хроника от XIII в. от анонимен автор. В нея Морта е представена като мъдра жена, която съветва мъжа си по политически въпроси. В хрониката е посочено, че Морта приветства приемането на християнството от литовците и защитава християните, когато Миндовг отново се връща към езичеството. Предвид тези факти литовският историк Римвидас Петраускас предполага, че тя вероятно е кръстена по-рано от мъжа си (Миндовг приема християнството през 1252 г.).
След смъртта ѝ Миндовг се жени за нейната сестра, вдовица на княза на Псков Довмонт. За отмъщение съюзниците на Довмонт убиват Миндовг и двама негови сина.

## Потомство
Не е ясно колко точно деца е имала Морта. Двама нейни сина, Реплис и Герстукас, се споменават в договор от 7 август 1261 г. между Литовското княжество и рицарския Ливонски орден. Според Ипатиевската летопис през 1263 г. заедно с Миндовг са убити и двама негови сина - Руклис и Рупейкис. Не е установено дали това са същите Реплис и Герстукас с неправилно изписани имена или Морта и Миндовг са имали четирима сина.